# Raimundo I de Ruergue
Raimundo I de Ruergue ou também Raimundo I de Tolosa ou ainda Raimundo I de Limoges (? - 865), foi um nobre da Alta Idade Média francesa com origem na dinastia Raimundiana.

## Biografia
Foi conde de Tolosa-Ruergue no período carolíngio, pertencente, Conde de Limoges entre 841 e 865), Ruergue e de Quercy entre 849 e 865. Foi também conde de Tolosa e de Albi entre 852 e 865).
Foi o filho mais novo de Fulcoaldo de Ruergue e Senegunda, sendo esta sobrinha de Guilherme de Gellone através de sua irmã Alda. 
Em 852, com a morte de seu irmão Fredo I de Tolosa (849-852), ele que já era conde de Limoges, Ruergue e Quercy, recebeu os condados de Tolosa e Albi. 
Em 3 de novembro de 862 procedeu á fundação do santuário conhecido como a Abadia de Vabres, primeiro patrimônio Raimundiano.
Em 862, os seus territórios foram atacados por Hunifredo de Ampúrias (858-862), conde de Barcelona (858-864), do Rossilhão, de Gerunda e marquês da Septimânia, acontecimento que o forçou a abdicar de Limoges. Um ano depois, em 863, foi também forçado a abdicar das possessões de Ruergue e Tolosa. 
Quando de sua morte, em 865, ele estava lutando por manter seus domínios contra Sunifredo II de Ampúrias o novo conde das Ampúrias (862-915) e de Rossilhão

## Relações familiares
Foi o filho mais novo de Fulcoaldo de Ruergue (c. 840 -?) e Senegunda de Ruergue (785 -?), filha de Fredelão de Ruergue e de Berta ou Aude de Autun.
Casou-se com Berta de Ruergue também conhecida como Berta de Reims, filha de Rémi de Reims (c. 790 -?) e de Arsinda de Ponthieu, de quem teve:
1. Bernardo II de Toulouse, conde de Tolosa, de Ruergue, de Quercy, de Albi e de Nîmes
2. Fulcaldo I de Limoges, visconde de Limoges
3. Odão I,[4] conde de Tolosa, de Ruergue, de Quercy e Duque da Septimânia, casou com Gracinda de Albi, filha de Ermengol de Albi também denominado como Atão II Trencavel e de Diafronissa,
4. Herberto ou Ariberto, abade na Abadia de Vabres,
5. Faquilena de Ruergue e que foi casada com Lobo I de Bigorre, conde de Bigorre